# Гідрограф
Гідро́граф — графік зміни в часі витрат води в річці або іншому водотоці за рік, декілька років або частину року (сезон, повінь або паводок).

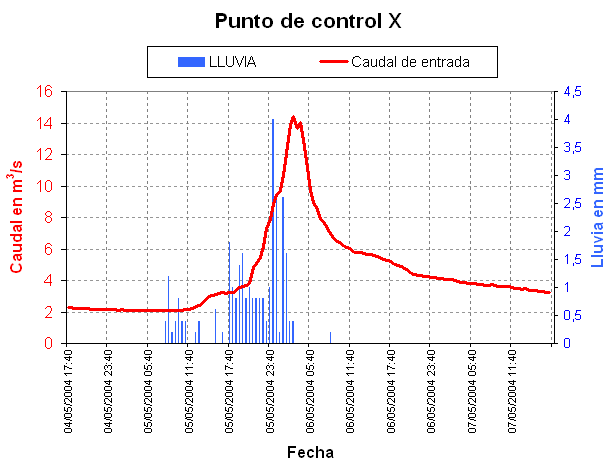
Гідрограф Турії біля Теруелю, Іспанія

Будується на підставі даних про щоденні витрати води в місці спостереження за річковим стоком. На осі ординат відкладається величина витрати води, на осі абсцис — відрізки часу. Гідрограф відображає характер розподілу водного стоку протягом року, сезону, повені (паводку), межені. Використовується для обчислення епюри річищеформуючих витрат води.
Одиничний гідрограф — гідрограф, що показує зміну витрат води під час одиничного паводку.
Типовий гідрограф — гідрограф, що відображає загальні риси внутрішньорічного розподілу витрат води в річці.
Багаторічний гідрограф паводку — розрахункова паводкова хвиля в певному створі водного потока, що характеризується певною багаторічною витратою, типовим гідрографом і відповідним об'ємом.